# Vera Dushevina
Vera Yevgenyevna Dushevina (Moscou, 6 de outubro de 1986) é uma ex-tenista profissional russa, teve como seu melhor ranking em 2007, como 27° colocada do mundo em duplas e conquistou a Fed Cup de 2005 com a equipe russa. Aposentou-se em 2017, um ano depois de seu último jogo, no qualificatório de duplas do Torneio de Wimbledon de 2016.

## Honras
- 2009 WTA de Istambul, Turquia